# Misery Signals
Misery Signals to metalcore'owa grupa założona w Wisconsin w 2002 roku. Ich muzyka definiowana jest jako żywiołowe melodie połączone z ciężkimi riffami i breakdownami. Na metalcore’owej scenie znani są z ich umuzykalnienia oraz energicznych występów na żywo. 12 kwietnia 2008 zespół zagrał w warszawskim klubie Progresja wraz z August Burns Red, Emmure, Faust Again i Born Anew.

## Członkowie

### Aktualni
- Karl Schubach - wokal
- Stuart Ross - gitara
- Ryan Morgan - gitara
- Old Man Johnson - bass
- Branden Morgan - perkusja
- Thaddeus Lake - keyboard

### Byli
- Jesse Zaraska - wokal
- Jeff Aust - gitara

## Dyskografia

### Albumy studyjne
- Misery Signals (2003)
- Of Malice and the Magnum Heart (2004)
- Mirrors (2006)
- Controller (2008)
- Absent Light (2013)